# Traudl Junge
Gertraudl Humps Junge (Múnic, 16 de març de 1920 † Berlín, 12 de febrer de 2002), nascuda Gertraud Humps, va ser una de les secretàries personals d'Adolf Hitler, líder de l'Alemanya nazi.

## Primers anys
Traudl Humps va néixer a Múnic. El seu pare, Max Humps, de professió cerveser, era tinent a la reserva. Va ser un dels primers membres del Partit nazi i va participar en el Putsch de Hitler el 9 de novembre de 1923. El 1925 va deixar la seva dona i filla, deslligant-se d'elles des de llavors, i posteriorment va arribar a ser General (Oberführer) de les SS a la reserva (SS-Allgemeine).
Gertraud va créixer en l'ambient de l'adveniment del règim nazi a la seva ciutat i es va inscriure a la Lliga de Noies Alemanyes. El 1942 va conèixer al seu futur marit, Hans Hermann Junge, oficial de les SS adscrit a la cancelleria.

## Secretària de Hitler
El desembre de 1942 va saber, per mitjà del seu xicot, que hi havia un càrrec de secretària a la cancelleria i va aconseguir col·locar-la entre les postulants. Hitler mateix la va seleccionar a Wolfsschanze (el Cau del Llop) per a tasques de redacció de cartes i documents d'ordre administratiu i personal. El 14 de juliol de 1943, després de rebre les corresponents autoritzacions, es va casar amb el seu xicot, Hans Hermann Junge, i el 1944 es va traslladar, juntament amb Gerda Christan, una altra secretària de Hitler, al búnquer construït sota el terra de la cancelleria. El 13 d'agost de 1944 el seu marit va morir en combat.

## La caiguda
Durant 1945 Junge va ser testimoni en primera línia dels últims dies del règim de Hitler i del grau de prostració que es va abatre sobre el führer, pertanyent al seu cercle més íntim i coneixent personalment a Eva Braun, companya de Hitler, a Magda Goebbels, dona de Joseph Goebbels, i altres personalitats femenines. En l'últim moment va redactar el testament polític de Hitler i, una vegada que aquest i altres habitants del búnquer es van suïcidar, va sortir a l'exterior en companyia d'Otto Günsche, assessor personal de Hitler, Erich Kempka i Martin Bormann, secretari personal del führer. La seva intenció era escapar dels russos, tot i que finalment va ser capturada per aquests i posteriorment lliurada als americans, que la van posar en llibertat el 1947.

## Vida final
Després de la guerra, Junge va treballar com a periodista en diferents mitjans. El 2001, a l'edat de 81 anys, va publicar, en col·laboració amb Melissa Müller, el llibre Fins a l'hora final ([Bis zur letzte Stunden]), en què relata tot el relacionat amb les seves vivències durant el règim nazi. També va concedir una entrevista filmada ("Im Toten Winkel-Hitlers Sekretärin") en la qual, encara que ja víctima de la malaltia, es va mostrar molt lúcida i amb els seus records frescos a la seva memòria.
Va declarar estar en contra de les atrocitats del règim de Hitler, afirmant que durant l'exercici de les seves tasques durant l'Alemanya nazi mai va arribar a saber de l'Holocaust o altres temes relacionats i que en la seva presència mai es va esmentar la paraula jueu.
Va morir a Berlín l'any següent víctima d'un càncer.
El 2004 es va estrenar la pel·lícula Der untergang (La Caiguda), dirigida per l'alemany Oliver Hirschbiegel, en la qual es va intentar fer una aproximació a la figura de Hitler, paper interpretat per l'actor suís Bruno Ganz. L'actriu alemanya d'origen romanès Alexandra Maria Lara, va interpretar a Traudl Junge.